# Chaetostoma changae
Chaetostoma changae är en fiskart som beskrevs av Salcedo 2006. Chaetostoma changae ingår i släktet Chaetostoma och familjen Loricariidae. Inga underarter finns listade i Catalogue of Life.